# Новорибинка (Аккольський район)
Новори́бинка (каз. Новорыбинка) — село у складі Аккольського району Акмолинської області Казахстану. Адміністративний центр Новорибинського сільського округу.
Населення — 746 осіб (2021; 1009 у 2009, 1111 у 1999, 1619 у 1989).
Національний склад станом на 1989 рік:
- росіяни — 49 %.